# Freno di sparo
Il freno di sparo è un freno idraulico presente negli affusti a deformazione delle armi da fuoco, che ha lo scopo di assorbire e disperdere una parte dell'energia della massa rinculante. Al pari del recuperatore, concorre ad assorbire energia della massa rinculante e quindi a limitare la corsa di rinculo; il recuperatore, a differenza del freno di sparo, restituisce in massima parte l'energia assorbita sviluppando il lavoro necessario a riportare la bocca da fuoco nella posizione di sparo.

## Descrizione

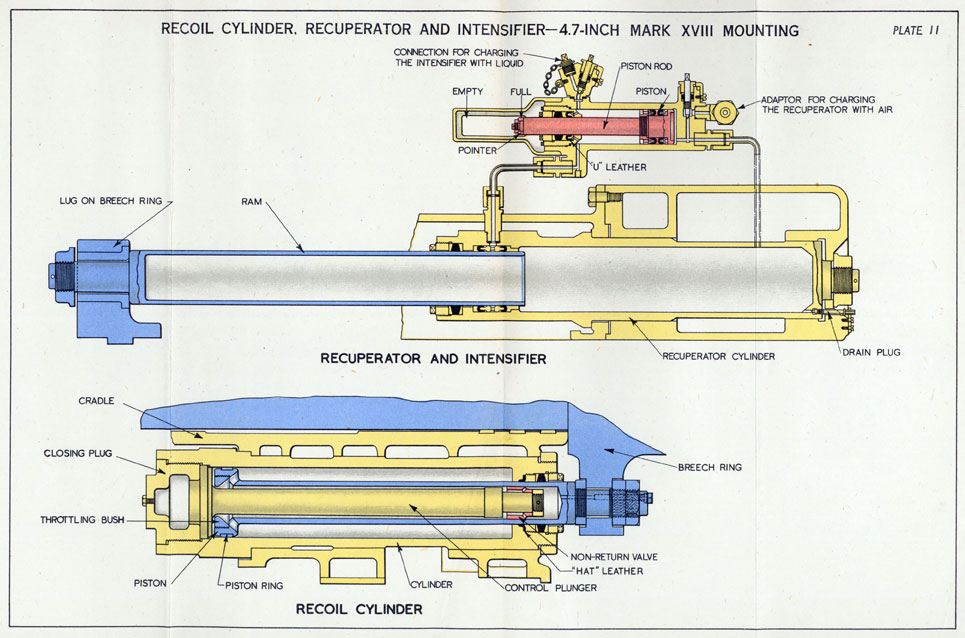
Freno di sparo

Il freno è costituito essenzialmente da un cilindro ripieno di liquido e munito di stantuffo con luci di afflusso.
Se il cilindro è unito alla bocca da fuoco e quindi fa parte della massa rinculante, allora l'asta dello stantuffo è unita alla culla e rimane fissa; se invece la bocca da fuoco è connessa all'asta dello stantuffo, allora è unito alla culla ed è il cilindro a rimanere fermo. Ne consegue quindi che, durante il rinculo, cilindro e stantuffo assumano un movimento relativo, per cui il liquido, che si trova da una parte dello stantuffo, venga compresso e sia costretto a passare dall'altra parte attraversando con grande velocità le piccole luci di afflusso. La pressione che lo stantuffo esercita sul liquido per obbligarlo a passare attraverso le luci di afflusso costituisce la resistenza del freno, cioè quella resistenza che si oppone al rinculo della bocca da fuoco e quindi serve a limitarlo. Il lavoro di questa resistenza si trasforma in energia cinetica, che viene comunicata al liquido, il quale la disperde nei movimenti vorticosi delle particelle liquide, trasformandosi in calore.
Fra la massa rinculante e la parte fissa dell'affusto si può avere uno solo o più freni; in quest'ultimo caso, il sistema dei freni dev'essere simmetrico rispetto al piano medianico dell'affusto.
Il liquido del freno deve essere di poco costo, di facile e buona conservazione, non facilmente congelabile; generalmente viene usata glicerina mescolata con acqua, oppure altri oli minerali.